# Barbus dialonensis
Barbus dialonensis es una especie de peces de la familia de los Cyprinidae en el orden de los Cypriniformes.

## Morfología
Los machos pueden llegar alcanzar los 8,1 cm de longitud total.

## Hábitat
Es un pez de agua dulce.

## Distribución geográfica
Se encuentran en África: cursos superiores de los ríos  Gambia y  Bafing (cuenca del río Senegal). 